# Hypocrita rhaetia
Hypocrita rhaetia är en fjärilsart som beskrevs av Druce 1895. Hypocrita rhaetia ingår i släktet Hypocrita och familjen björnspinnare. Inga underarter finns listade i Catalogue of Life.